# 菅沼誠也
菅沼 誠也（すがぬま せいや、1980年8月7日 - ）は、日本のライトノベル作家。北海道生まれ。
電撃hp短編小説賞に『ぼくの彼女は海栗の味』を投稿、落選するもそれが編集者の目にとまり、投稿作を改稿した『ストップ☆まりかちゃん!』を電撃hpVolume.48から3号連載。2008年1月電撃文庫より同作品が刊行されデビューした。

## 作品一覧
- ストップ☆まりかちゃん!（イラスト：夜野みるら、刊行：電撃文庫、2008年1月10日発売）
- タイム・スコップ!（イラスト：玉岡かがり、刊行：一迅社文庫、2009年3月19日発売）